# Estado puerperal
Estado puerperal é o período que vai do deslocamento e expulsão da placenta à volta do organismo materno às condições anteriores à gravidez. Em outras palavras, é o espaço de tempo variável que vai do desprendimento da placenta até a involução total do organismo materno às suas condições anteriores ao processo de gestação.
Puerpério vem de puer (criança) e parere (parir). Importante frisar que o puerpério não quer significar que sempre seja acarretado por uma perturbação psíquica, sendo necessário que fique averiguado ter esta realmente sobrevindo na capacidade de entendimento ou autodeterminação da parturiente, ficando clara a seguinte decisão jurídica nesse sentido:
A morte do recém-nascido sob a influência do estado puerperal, se enquadrará na figura típica do infanticídio.
Estado puerperal também é um fato biológico bem estabelecido que a parturição desencadeia numa súbita queda nos níveis hormonais e alterações bioquímicas no sistema nervoso central. A disfunção ocorreria no eixo Hipotálamo-Hipófise-Ovariano, e promoveria estímulos psíquicos com subsequente alteração emocional. Em situações especiais, como nas gestações indesejadas, conduzidas em segredo, não assistidas e com parto em condições extremas, uma resposta típica de transtorno dissociativo da personalidade e com desintegração temporária do ego (o conceito de Ego é visão da Psicologia com abordagem voltada a Psicanálise) poderiam ocorrer.